# Eleição municipal de Americana em 2016
A eleição municipal de Americana em 2016 foi realizada em 2 de outubro para eleger um prefeito, um vice-prefeito e 19 vereadores no município de Americana, no Estado de São Paulo, no Brasil. O prefeito eleito, em primeiro turno com 72,71% dos votos válidos, foi Omar Najar do PMDB, que já ocupava o cargo na cidade. Seus concorrentes foram Erich Hetzl Junior (PDT), Luciano Corrêa (PSD) e Dimas Zulian (REDE).
A disputa para as 19 vagas na Câmara Municipal de Americana envolveu a participação de 365 candidatos. O candidato mais bem votado foi Rafael Macris (PSDB), que obteve 3.567 votos (3,04% dos votos válidos).

## Antecedentes
Em 2014 Americana teve seu prefeito, Diego De Nadai (PSDB), cassado pelo Tribunal Superior Eleitoral por irregularidades na prestação de contas da campanha de 2012. Em dezembro desse ano, Omar Najar, PMDB, foi eleito em eleições suplementares, onde assumiria o cargo de prefeito até as próximas eleições previstas para 2016.

## Eleitorado
Na eleição de 2016, estiveram aptos a votar 171.182 pessoas.  O eleitorado estava dividido em: 89.145 mulheres e 81.976 homens. Na eleição de 2016 7.914 foram votos em branco e 14.368 foram votos nulos.

## Candidatos
Foram quatro candidatos à prefeitura em 2016: Omar Najar (PMDB) da coligação "Respeito por Americana", Erich Hetzl Junior (PDT) da coligação "Aliança Democrática Popular - ADP", Luciano Corrêa (PSD) e Dimas Zulian.
| Candidato(a)       | Partido | Coligação                                                                                        |
| ------------------ | ------- | ------------------------------------------------------------------------------------------------ |
| Omar Najar         | PMDB    | "Respeito por Americana" (PMDB / PSDB / PV / PRP / PR / PPS / PEN / DEM / PSC / PSB / PHS)       |
| Erich hetzl Junior | PDT     | "Aliança Democrática Popular - ADP" (PDT / PP / PC do B / PPL / PTB / PTN / SD / PT / PSL / PRB) |
| Luciano Corrêa     | PSD     | Candidato sem coligação                                                                          |
| Dimas Zulian       | REDE    | Candidato sem coligação                                                                          |

## Campanha
No ano de 2016 uma nova lei reduziu o período de campanha de 90 dias para 45, sendo a campanha mais curta desde a eleição de 1989. 
Segundo o deputado estatual Chico Sardell (PV), natural de Americana, as mudanças foram aprovadas pelos eleitores, sendo uma eleição mais tranquila para os munícipes. Ao contrario dos meios políticos que ficaram mais fervorosos com a mudança. Para ele as campanhas de quarenta e cinco dias favorecem quem está no mandato, já que quem está de fora encontra mais dificuldades de ser reconhecido.
Para o deputado estadual Cauê Macris (PSDB), também natural de Americana, a campanha também foi positiva, sendo "Uma campanha olho no olho, onde você perde o visual, mas ganha atuação direta dos candidatos".

### Programa de Governo

#### Omar Najar (PSDB)
Seu plano de governo promete alcançar, entre outras coisas, no setor da saúde o recadastramento de todos os usuários do SUS e concluir as obras do novo pronto socorro no HM. Na área da educação pretende atender a demanda por creches e formação e capacitação especifica para profissionais do ensino à crianças especiais. Já no setor econômico, que enfrenta uma grave crise na cidade, pretende revisar o plano de cargos e salários, desburocratizar a abertura de novas empresas e buscar novos empreendedores para investimentos gerando emprego e renda.

#### Erich Hetzl Junior (PDT)
Suas propostas giram em torno no "Tripé Social: Saúde, Educação e Habitação". Especificamente no setor da saúde propõe a reativação do Hospital Infantil André Luiz, implantar o Centro de Oncologia, estruturar a Rede e promover mutirões para acabar com o tempo de espera na realização de cirurgias, bem como na marcação de consultas. No setor da educação, algumas de suas propostas são a retomado do projeto dos Cieps e Casas da Criança, construir creches nos bairros com maior demanda e retomar a proposta pedagógica da rede municipal e o projeto de formação continuada dos professores. Já no setor da habitação propõe a retomada dos Programas Municipais de Habitação e estabelecimento de um Programa Municipal de Erradicação de moradias em Áreas de Risco.

## Resultados

### Prefeito
No dia 2 de outubro, Omar Najar foi reeleito com 72% dos votos válidos.
| Candidato(a)             | 1º Turno 2 de outubro de 2016 | 1º Turno 2 de outubro de 2016 |
| Candidato(a)             | Votação                       | Votação                       |
|                          | Total                         | Porcentagem                   |
| ------------------------ | ----------------------------- | ----------------------------- |
| Omar Najar (PSDB)        | 84.879                        | 72,71%                        |
| Erich Hetzl Junior (PDT) | 25.426                        | 21,78%                        |
| Luciano Corrêa (PSD)     | 4.161                         | 3,56%                         |
| Dimas Zulian (REDE)      | 2.266                         | 1,94%                         |
| Total de votos válidos   | 116.732                       | 83,97%                        |
| Votos em branco          | 7.914                         | 5,69%                         |
| Votos nulos              | 14.368                        | 10,34%                        |
| Total                    | 139.014                       | 100%                          |
| Abstenções               | 32.164                        | 18,79%                        |
| Total de eleitores       | 171.178                       | 100%                          |

### Vereador
Dos dezenove (19) vereadores eleitos apenas duas foram mulheres. O vereador mais votado foi Rafael Macris (PSDB), que teve 3.567 votos. O PMDB é o partido com o maior número de vereadores eleitos (4), seguido por PSDB e PRP com trêis cada, após PC do B, PDT e PV com dois cada e por último PP, PR e PT com um cada.
| Resultado da eleição para a Câmara Municipal de Americana em 2016 por candidato | Resultado da eleição para a Câmara Municipal de Americana em 2016 por candidato | Resultado da eleição para a Câmara Municipal de Americana em 2016 por candidato | Resultado da eleição para a Câmara Municipal de Americana em 2016 por candidato | Resultado da eleição para a Câmara Municipal de Americana em 2016 por candidato | Resultado da eleição para a Câmara Municipal de Americana em 2016 por candidato |
| Candidato                                                                       | Número                                                                          | Partido                                                                         | Votos                                                                           | Porcentagem                                                                     |                                                                                 |
| ------------------------------------------------------------------------------- | ------------------------------------------------------------------------------- | ------------------------------------------------------------------------------- | ------------------------------------------------------------------------------- | ------------------------------------------------------------------------------- | ------------------------------------------------------------------------------- |
| Rafael Macris                                                                   | 45000                                                                           | PSDB                                                                            | 3.567                                                                           | 3,04%                                                                           |                                                                                 |
| Juninho Dias                                                                    | 15088                                                                           | PMDB                                                                            | 3.138                                                                           | 2,67%                                                                           |                                                                                 |
| Dr. Ondas                                                                       | 15115                                                                           | PMDB                                                                            | 1.636                                                                           | 1,39%                                                                           |                                                                                 |
| Luiz da Rodaben                                                                 | 11111                                                                           | PP                                                                              | 1.589                                                                           | 1,35%                                                                           |                                                                                 |
| Odir da Beba e Babe                                                             | 22333                                                                           | PR                                                                              | 1.577                                                                           | 1,34%                                                                           |                                                                                 |
| Kim                                                                             | 15200                                                                           | PMDB                                                                            | 1.574                                                                           | 1,34%                                                                           |                                                                                 |
| Leo da Padaria                                                                  | 65035                                                                           | PC do B                                                                         | 1.461                                                                           | 1,24%                                                                           |                                                                                 |
| Welington Rezende                                                               | 44010                                                                           | PRP                                                                             | 1.414                                                                           | 1,20%                                                                           |                                                                                 |
| Dr. Otto Kinsui                                                                 | 15777                                                                           | PMDB                                                                            | 1.386                                                                           | 1,18%                                                                           |                                                                                 |
| Gualter da Himatel                                                              | 10000                                                                           | PRB                                                                             | 1.372                                                                           | 1,17%                                                                           |                                                                                 |
| Marschelo Meche                                                                 | 45007                                                                           | PSDB                                                                            | 1.372                                                                           | 1,17%                                                                           |                                                                                 |
| Maria Giovana Fortunato                                                         | 65192                                                                           | PC do B                                                                         | 1.231                                                                           | 1,05%                                                                           |                                                                                 |
| Davi Ramos                                                                      | 65656                                                                           | PC do B                                                                         | 1.188                                                                           | 1,01%                                                                           |                                                                                 |
| Thiago Brochi                                                                   | 34222                                                                           | PSDB                                                                            | 1.167                                                                           | 0,99%                                                                           |                                                                                 |
| Wladimir Martins                                                                | 10123                                                                           | PRB                                                                             | 1.158                                                                           | 0,99%                                                                           |                                                                                 |
| Guilherme Tiosso                                                                | 44222                                                                           | PRP                                                                             | 1.139                                                                           | 0,97%                                                                           |                                                                                 |
| Professor Luiz Renato                                                           | 65123                                                                           | PC do B                                                                         | 1.127                                                                           | 0,96%                                                                           |                                                                                 |
| Vagner Malheiros                                                                | 12100                                                                           | PDT                                                                             | 1.123                                                                           | 0,96%                                                                           |                                                                                 |
| Geraldo Fanali                                                                  | 44151                                                                           | PRP                                                                             | 1.109                                                                           | 0,94%                                                                           |                                                                                 |
| Sacilotto                                                                       | 45015                                                                           | PSDB                                                                            | 1.079                                                                           | 0,92%                                                                           |                                                                                 |
| Cezar Polidoro                                                                  | 44123                                                                           | PRP                                                                             | 1.077                                                                           | 0,92%                                                                           |                                                                                 |
| Silvio Dourado                                                                  | 44770                                                                           | PRP                                                                             | 1.046                                                                           | 0,89%                                                                           |                                                                                 |
| Thiago Martins                                                                  | 43000                                                                           | PV                                                                              | 1.032                                                                           | 0,88%                                                                           |                                                                                 |
| Orestes Camargo Neves                                                           | 45111                                                                           | PSDB                                                                            | 1.000                                                                           | 0,85%                                                                           |                                                                                 |
| Odair Dias                                                                      | 43043                                                                           | PV                                                                              | 986                                                                             | 0,84%                                                                           |                                                                                 |
| Prof. Angelo Giraldi                                                            | 15500                                                                           | PMDB                                                                            | 960                                                                             | 0,82%                                                                           |                                                                                 |
| Pedro Peol                                                                      | 43210                                                                           | PV                                                                              | 939                                                                             | 0,80%                                                                           |                                                                                 |
| Professor Padre Sergio                                                          | 13007                                                                           | PT                                                                              | 926                                                                             | 0,79%                                                                           |                                                                                 |
| Ligia Rodrigues                                                                 | 43222                                                                           | PV                                                                              | 920                                                                             | 0,78%                                                                           |                                                                                 |
| Judith                                                                          | 12777                                                                           | PDT                                                                             | 911                                                                             | 0,78%                                                                           |                                                                                 |

## Análises
Em outubro de 2016, dez dias após as eleições, Najar declarou calamidade financeira por 120 dias devido a crise das contas públicas. O decreto alegou que o município não tinha condições de arcar com as próprias contas. Em entrevista para o G1, Omar Najar afirmou que começou seu segundo mandato com uma dívida de 1,3 bilhão de reais e que pretendia isentar a dívida da seguinte forma: "[...] o passivo do município, desse R$ 1,2 bilhão, praticamente R$ 900 milhões é com o governo federal e com o fundo de pensão. E nós queremos fazer a seguinte proposta: o governo federal pagar essa dívida de INSS mediante um percentual sobre o que se arrecada [...]"
Najar também disse que em 2017 pretendia "enxugar a máquina", termo usado para se referir às despesas administrativas do município. Também pretendia diminuir os custos do setor da saúde diminuindo a atividade das UBSs: "Vamos reformular da seguinte maneira: você não vai manter lá 24 horas, você não vai manter lá cinco médicos para atender cinco pacientes por dia. Então algumas dessas pessoas serão deslocadas para outra UBS onde o movimento é maior. Ela não vai ser fechada. Ela vai ser reformulada pelo número de pacientes que existem". No setor da educação Najar afirmou estar próximo da inauguração de uma nova creche que suportara 280 crianças das 800 que se encontram sem creche.